# كرناز
كرناز ܟܦܪ ܐܢܵܫْܹܐ بلدة ومركز ناحية كرناز تتبع منطقة محردة في محافظة حماة في سورية. تقع إلى الشمال الغربي من مدينة حماة على بعد 45 كيلومتر. بلغ عدد سكان الناحية 25,039 نسمة حسب تعداد عام 2004.

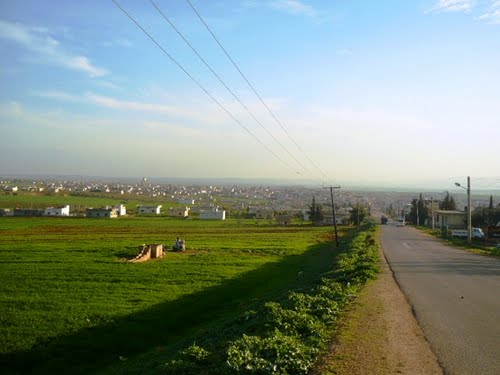
مدخل بلدة كرناز.

يحيط بكرناز (أو بناحية كرناز) عدد من القرى التي تتبع لها إداريّا: مثل " الشيخ حديد والجلمة من الجنوب وبريديج من الغرب والمغيِّر من الشمال والحماميّات من الشرق وهي قرى صغيرة بالإجمال. إضافة إلى البلدات الأخرى المستقلة إداريّا عنها: مدينة السقيلبية من الغرب ومدينة كفرزيتا من الشرق، وكفر نبودة من الشمال.

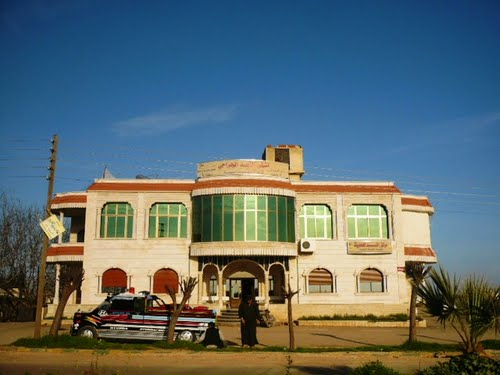
المشفى الوحيد في كرناز

## أصل التسمية
الرأي الأرجح تاريخيّاً اسم الناحية الاصلي هو كفر ناز ܟܪܢܵܫْܹܐ, إذ أن كلمة 'كفر' كلمة سريانية ܟܦܪ تعني القرية، قياساً على أسماء عدة بلدات قريبة، كبلدة كفر نبودة، وكفرزيتا، وكفر هود وغيرها، وكلمة ناز مشتق من ناشه ܐܢܵܫْܹܐ السريانية المتطابقة بالمعنى مع كلمة ناس العربية، بمعنى ناس أو شعب، فيصبح معنى كرناز أهل البلدة. هناك فرضية أخرى أن كر مشتقة من كلمة كور السريانية التي تعني الأرض الرطبة، ومنها كلمة حاكورة التي لا تزال مستخدمة بنفس المعنى تقريبا في اللهجة المحلية، فتصبح معنى كرناز أهالي القرية المروية بالماء، وهذا ينسجم مع وجود وادٍ موسمي يخترق القرية يسمى المسيلة.
ومن جهة أخرى هناك مصدر آشوري لكلمة كر، يُلفظ گُر ومعناها الأجنبي، أي غير المواطن، أو من على غير دين الدولة. فيصبح كرناز تعني الناس الأجانب بالنسبة للدولة الآشورية أو الذين لا يدينون بدينها، وهذا يتطابق مع أصل آرامي غير آشوري للسكان في ذلك الوقت، وينسجم مع كون البلدة تقع على أطراف حدود الدولة الآشورية القديمة.
رأي آخر مصدره كتاب معجم البلدان لصاحبه ياقوت الحموي، إذ ورد في الصفحة 451 من المجلد الرابع نسخة دار صادر في بيروت، حول معنى الكُر بالضم والتشديد أذ أورد ياقوت: «قال السكري الكر هو القليب الذي يكون في الوادي فإن لم يكن في الوادي فليس بكر»، ومعنى القليب هو البئر ، ومن المثير هنا وجود بئر قديم في الوادي الذي يخترق البلدة، وتحديداً قرب منزل سليمان سبيع رغم أن بوابته قد رُدمت الآن، إلا كل كبار السن في البلدة يذكرونه جيداً، وعليه يصبح اسم البلدة مشتقاً من اسم البئر الموجود في واديها.
إن الجذر كُرّ باختلاف معانيه، جذر موجود في عدة لغات ساميّة بمعاني متقاربة، وكذلك الجذر ناز أو ناس أو ناسه بمعنى الشعب أو مجموعة من الناس أو الأهالي، فتصبح كل التفسيرات السابقة منسجمة ولا خلاف.

### آراء أخرى
يقول البعض أن اسم كرناز جاء من اللغة التركية Kurnaz بمعنى بارع أو مدهش وتأتي أيضا بمعنى ماكر ، وعلى هذا يصبح اسم كرناز: القرية البارعة أو المدهشة، أو أنها سميّت بذلك لفطنة أهلها وذكائهم لأن الدهاء والمكر والحيلة من صفات البشر، وهناك حقيقة تاريخية أخرى أيضا تدعم هذا الرأي، إذ أن بلدة كرناز كانت مركز ناحية «طار العلا»، والتي كانت تتبع لواء حماة في عهد الدولة العثمانية، حيث كان فيها المخفر الوحيد في الناحية، وعلى سبيل المثال هنالك من يتذكر من سكان السقيلبية  الذين عاصروا تلك المرحلة أنه وقبل إنشاء مخفر للشرطة في السقيلبية بُعيد الاستقلال بسنوات قليلة كان مخفر كرناز يقوم بالمهام المطلوبة، فمن الوارد أن تحمل اسماً تركيّاً كمركز ناحية ذو أهمية في العهد العثماني، ولا سيّما وجود حي فيها يحمل اسم «العصمليّة» وهي نسبة تُستخدم في بلاد الشام للإشارة الأصول التركية.

## جغرافيا البلدة
تقع بلدة كرناز على ارتفاع يتراوح بين 220 و240 متر فوق سطح البحر، وتمتد بين هضبتين رئيسيتين غربية وشرقية، الهضبة الغربية هي الأكبر وتحيط بالبلدة من الجهة الغربية والشمالية حتى أطراف بلدة الهبيط، أما الشرقية فهي ترتفع ثم تمتد كسهل حتى بداية الهضاب المحيطة بكفرزيتا، يوجد وادي بين الهضبتين، تجري فيه المياه في فصل الشتاء، يُسمى «المسيلة» وتتسبب الأمطار الغزيرة بفيضان الوادي احياناً وغمره لبعض المنازل المحيطة به جزئيّاً.

## مُناخ البلدة
مناخ البلدة مناخ معتدل متوسّطيّ بطبيعة الحال، إلّا أنّ موقعها إلى الشّرق من جبال اللّاذقيّة بحوالي 45 كم، جعل مناخها بارداً في الشّتاء مع احتمال لحدوث ظاهرة الصّقيع، ولا سيّما عندما تكتسي جبال اللّاذقيّة بالثّلوج، فضلاً عن ارتفاع معدل هطول الأمطار في الشّتاء مع احتمال لهطول البرد؛ إذ تتساقط قطع ثلجيّة كرويّة، ممّا قد يضرّ بالمحاصيل الزّراعيّة، ويضاف إلى ذلك فيضان وادي «المسيلة» الّذي قد يؤدّي إلى غمر جزئيّ للبيوت المحيطة به ليوم أو يومين، وكما تستمرّ المياه في الجريان فيه حتّى أواسط فصل الصّيف.

## حارات أو أحياء البلدة
تقسم كرناز إلى أربعة حارات:
1. الحارة الشرقية:

الحارة الشرقية وتقع على هضبة ترتفع من الوادي ثم تمتد كسهل وصولاً إلى كفرزيتا في الشرق، ويقع فيها مخفر البلدة، وخزاني الماء الرئيسين للبلدة، وكذلك الإرشادية الزراعية ومركز الناحية.
1. الحارة الجنوبية:

الحارة الجنوبية أو ما يسمى بحارة «جدار أبو الحسن» أو اختصاراً «الجدار»، وسُمّيت كذلك نسبة لمزار ديني كان فيها حتى خمسينيات القرن العشرين، إلا أن المزار أُزيل لاحقاً لعدم وجود أي دليل على أهميَّة المكان من الناحية الدينيّة ولكن التسمية بقيت إلى الآن، وبعد بناء مسجد في تلك الحارة حوالي عام 2000 ميلادية، اُختير اسم «مسجد علي بن أبي طالب» أو مسجد أبو الحسن له، وهذا منسجم مع الاسم التاريخي للحي، ومن المنشآت المهمة في هذا الحي هو مشفى كرناز والذي بُني بجهود أبناء البلدة وهو المشفى الوحيد بها إضافة إلى المركز الصحي أو «المستوصف»، وكذلك ثانوية الشهيد أحمد دبدوب، والتي بُنيت في سبعينيَات القرن العشرين، وحملت اسم ابن البلدة الشهيد النقيب أول أحمد دبدوب ، والذي اُستشهد في أطراف قرية مزرعة بيت جن (ريف دمشق) خلال حرب تشرين (حرب أكتوبر) 1973 حيث كان يعمل ضابطاً في سلاح الدبابات، وهي الثانوية الرئيسية في البلدة، وكانت مختلطة إلى أن تم بناء مدرسة إعدادية للبنات تحولت لاحقاً إلى ثانوية، كما يوجد إعداديتين عامتين وأُخرى فنيّة مهنيّة، وست مدارس ابتدائية.
1. الحارة الغربية:

الحارة الغربية يسميها الأهالي بالعصملية، والعصملية نسبة إلى الدولة العثمانية كما تُلفظ في اللهجة العاميّة الشائعة في بلاد الشام، ويُرجَّح أنّ سكان هذه الحارة من أصول تركيّة، إذ أن لفظ عصملّي يُشير أيضاً إلى الشخص التركي، ومما يؤكد ذلك أن ملامح سكان تلك الحارة ملامح غير عربية، كالشعر الأشقر والعيون الملونة، وكما تُسمى الحارة الغربية أحيانا بحارة الجورة، والجورة في اللغة السريانية هي الحفرة أو المنخفض، وهو ما يتناسب مع موقعها الجغرافي المنخفض.
1. الحارة الشمالية:

وتقع شمال القرية وأهم المباني فيها مسجد «أبي عبيدة بن الجراح» ثاني مسجد تم بناؤه في البلدة، وقد حلّ محل مسجد صغير وقديم كان يحمل اسم «مسجد عمر بن الخطاب» وتحوّل فيما بعد إلى وقف تابع لمسجد أبي عبيدة بن الجراح.

## الحياة الاقتصادية

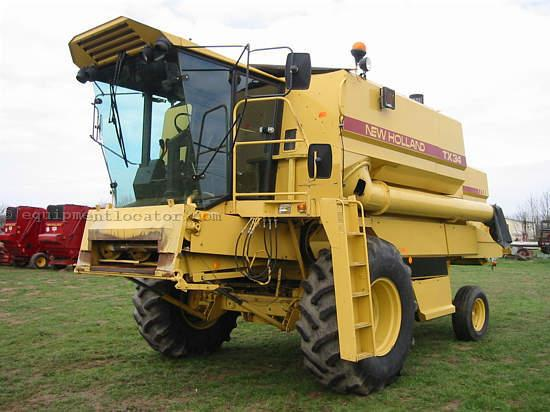
نموذج للحصادات الآلية المنتشرة في كرناز

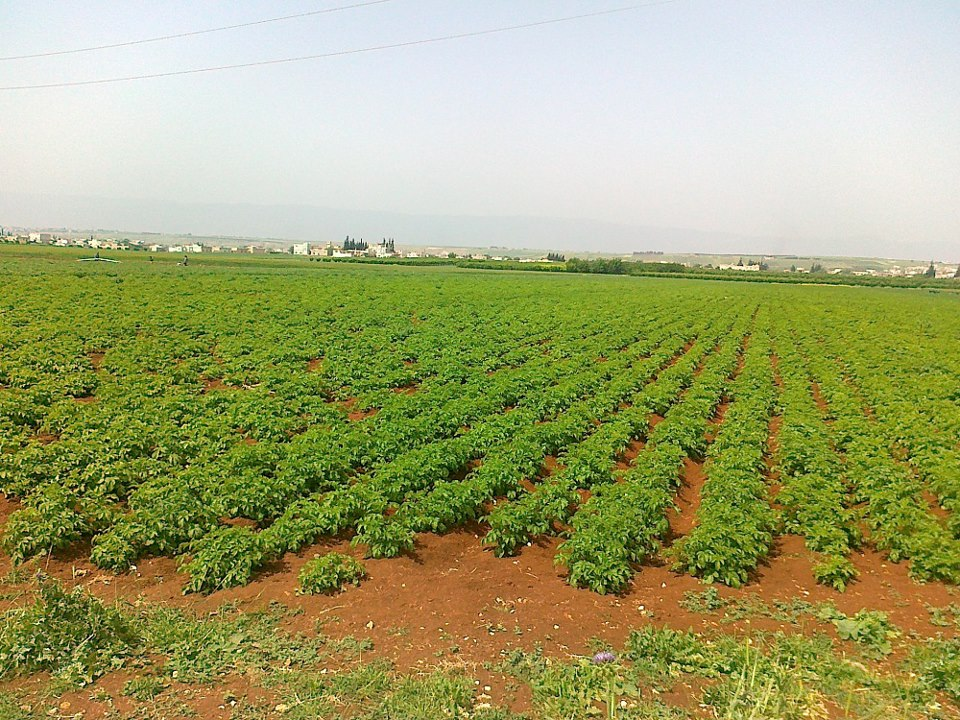
حقول البطاطا في كرناز

يغلب الطابع الزراعي على البلدة، حيث يُزرع القطن والشمندر السكري والقمح والبطاطا وأنواع البقوليات المختلفة إضافة إلى الخضار والفواكه بأنواعها وأشكالها، ويوجد سوق زراعي لبيع المحاصيل الزراعية هو «سوق هال كرناز الجنوبي» ويقع في حي جدار أبو الحسن، جنوب البلدة.
كما تتميز القرية بوجود عدد كبير من الحصّادات الآلية الزراعية، والتي توفّر دخلاً جيداً لعدد كبير من أبناء البلدة، حيث تتجاوز نسبة العاملين في هذا القطاع 35% من مجمل اليد العاملة في البلدة، ومما يزيد من الاهتمام بها هو اقتصار فترة العمل فيها على شهر أو شهرين كحد أقصى سنويّا، مما يتيح للعاملين التفرغ لمهن أخرى بقية العام، ويوفّر هذا القطاع أيضاً دخلاً جيّداً لعشرات ورشات الحدادة والخراطة الموجودة في البلدة، إضافة إلى محلات قطع الغيار.
ومن ملامح الحياة التجارية في البلدة سوق الخميس، وهو سوق ليوم واحد (يوم الخميس) كل أسبوع بالقرب من المسجد الرئيسي للبلدة إلى الغرب من الساحة العامّة، وهو سوق شعبي عبارة عن «بسطات»، يوفر المواد الاستهلاكية لسكان البلدة بأسعار رخيصة، إلا أنه متوقف منذ فترة.

## الحياة الاجتماعيّة
معظم أهل كرناز من الطبقة الفلاحية البسيطة، العادات والتقاليد ما زالت على أصالتها، صلة الرحم والإحسان للجار عموماً وإكرام الضيف ويحتفل أهالي البلدة بالأعياد الرئيسيّة وهما عيد الفطر وعيد الأضحى المبارك، حيث تقوم النساء أواخر شهر رمضان بإعداد مجموعة من المعجنات أهمّها «الفطائر» أو كعك العيد إضافة إلى «المعمول» وهي أيضاً من المعجنات الشعبية الخاصة بالأعياد، أما في عيد الأضحى يقوم عدد من أهالي البلدة بذبح الأضاحي وتوزيعها على فقراء وأيتام وأرامل البلدة، كما يقوم أهالي الأشخاص الذين ذهبوا إلى الحج بتزيين البيوت استعداداً لاستقبالهم، ومما يميّز الأعياد في البلدة، تواصل الناس مع بعضهم بصورة جميلة جداً، إذ يقومون بعد صلاة العيد بزيارة الأقرباء والأصدقاء ومشاركتهم بفرحة العيد.
وفي المدينة جمعية خيرية لها مساهمات كبيرة في مساعدة المحتاجين ولا سيّما من سكان البلدة، وفيها نادٍ رياضي للياقة البدنية.
مشروبات الضيافة: الشاي والقهوة بالمرتبة الأولى للقعدات القصيرة والمتة للقعدات الطويلة والسهرات إضافة إلى الأركيلة (النرجيلة) ومشروبات طبيعية كالملّيسة والبابونج.

## التعليم
في البلدة عدد كبير من الطلاب والطالبات في مختلف السنوات الدراسية، ويشمل الاهتمام في التحصيل العلمي كلا الجنسين، ويشهد على ذلك كثرة المتعلمين وحملة الشهادات والاختصاصات ولا سيما الشهادات العليا، وقد ازدادت نسبتهم بشكل ملحوظ في الفترة الأخيرة، وتم افتتاح عدد من المعاهد الخاصة التي تحاول رفع سوية الطلاب الدراسية، ولا سيّما في فصل الصيف. إلا أن الحياة الثقافيّة ضعيفة في البلدة، إذ ينحصر النشاط العلمي والثفاقي على المقررات والمناهج الدراسية، نظراً لعدم وجود مركز ثقافي خاص بالبلدة، وقلّة الاهتمام في ذلك نظراً للظروف المعيشيّة للسكان.

## الحرب الأهلية السورية
دفعت البلدة ثمنًا باهظا نتيجة استماتة القوى المتنازعة للسيطرة على البلدة ضمن أحداث معركة كرناز خلال الحرب أدّى الأمر إلى قتلى وجرحى بين أهالي المنطقة إضافة إلى لحاق دمار بالبلدة.

## شخصيّات مهمّة من كرناز
- الدكتور محمد أسامة الضامن وهو باحث في جامعة واترلو في كندا [8]، والده عبد الرؤوف الضامن، وهو ضابط من أبناء البلدة، استقر فيما بعد في حمص.
- اللواء إبراهيم العمر، يعيش الآن في البلدة بعد تقاعده، كان من ضمن فريق المفاوضات السورية - الإسرائيلية التي حصلت عام 1998.[9][10]
- الشيخ القارئ حسين عشيش، وهو من قرّاء القرآن المجيدين للقرءات العشر، سافر إلى السودان ومن ثم استقرّ في البحرين.[11]